# تريفور هورن
تريفور هورن (بالإنجليزية: Trevor Horn) (و. 1949  م) هو منتج أسطوانات، وكاتب أغاني بريطاني، يستخدم آلات غيتار البيس، وقيثارة، وآلة مفاتيح.

## جوائز وترشيحات
حصل على جوائز منها:
جوائز
- جائزة غرامي لتسجيل العام (1995)

ترشيحات
- Grammy Award for Producer of the Year, Non-Classical [الإنجليزية]‏ (1994)
- Saturn Award for Best Music [الإنجليزية]‏ (1993)
- جائزة جونو لأفضل كاتب موسيقي في السنة [الإنجليزية]‏، عن عمل: باورلس (2004)

ترشح لـ:
- جائزة جونو لأفضل كاتب موسيقي في السنة [الإنجليزية]‏، عن عمل: باورلس (2004)
- جائزة غرامي لتسجيل العام (1995)
- Grammy Award for Producer of the Year, Non-Classical [الإنجليزية]‏ (1994)
- Saturn Award for Best Music [الإنجليزية]‏، عن عمل: Toys (film) [الإنجليزية]‏ (1993).

## وصلات خارجية
- تريفور هورن على موقع IMDb (الإنجليزية)
- تريفور هورن على موقع ألو سيني (الفرنسية)
- تريفور هورن على موقع ميوزك برينز (الإنجليزية)
- تريفور هورن على موقع إن إن دي بي (الإنجليزية)
- تريفور هورن على موقع أول ميوزيك (الإنجليزية)
- تريفور هورن على موقع ديسكوغز (الإنجليزية)
- تريفور هورن على موقع قاعدة بيانات الفيلم (الإنجليزية)

- تريفور هورن في قاعدة بيانات الأفلام على الإنترنت